# L’Isle-sur-Serein (tổng)
Tổng L'Isle-sur-Serein là một tổng của Tỉnh của Yonne.

## Phân chia hành chính
Tổng L'Isle-sur-Serein bao gồm các xã de:
- Angely;
- Annoux;
- Athie;
- Blacy;
- Coutarnoux;
- Dissangis;
- L'Isle-sur-Serein;
- Joux-la-Ville;
- Massangis;
- Précy-le-Sec;
- Provency;
- Sainte-Colombe;
- Talcy.

## Hành chính
| Danh sách các tổng ủy viên             |           |     |      |                              |
| Giai đoạn                              | Giai đoạn | Tên | Đảng | Tư cách                      |
| 1986                                   | 1992      | -   | DVD  | thị trưởng L'Isle-sur-Serein |
| 1992                                   | 1998      | -   | DVD  | thị trưởng L'Isle-sur-Serein |
| 1998                                   | 2004      | -   | DVD  | thị trưởng Joux-la-Ville     |
| 2004                                   |           | -   | DVD  | thị trưởng Joux-la-Ville     |
| Tất cả các dữ liệu trước đây không rõ. |           |     |      |                              |